# Vrilíssia

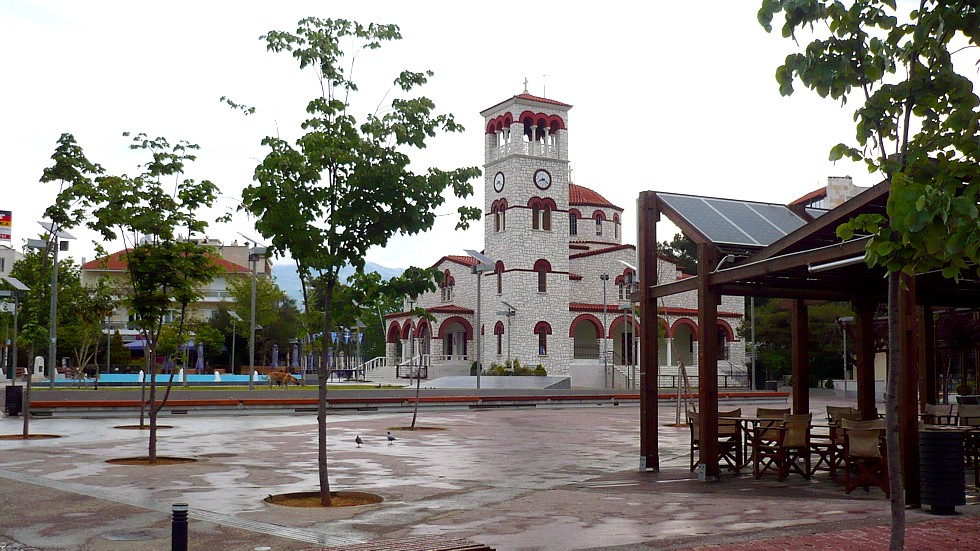
Plaza Análipsi (Πλατεία Αναλήψεως)

Vrilissia (en griego: Βριλήσσια) es una pequeña ciudad cerca de Atenas, en Ática, Grecia. La población es de casi 40.000 personas. Su sede está en el borde noreste de la metrópolis de Atenas, y se accede por Attiki Odos, el ferrocarril de cercanías y metro de tránsito. 
Es una zona con una gran cantidad de plazas, parques y una pequeña zona boscosa cerca de la montaña de Pendeli. 
Vrilissia es una ciudad hermanada de Nápoles en Italia con el que organiza y bazares Ottweiler en Alemania, donde un puente principal es el nombre de la ciudad griega. 